# 名古屋市立東白壁小学校
名古屋市立東白壁小学校（なごやしりつ ひがししらかべしょうがっこう）は、名古屋市東区白壁五丁目にある公立小学校。

## 概要
名古屋市東区のJR中央本線より西側の地域のうち北側のほぼ中央部を学区とする公立小学校であり、1914年（大正3年）6月11日の名古屋市東白壁尋常小学校の開校をもってその始まりとしている。太平洋戦争後の学制改革に伴い現校名である名古屋市立東白壁小学校に改称するとともに、進学先である名古屋市立冨士中学校設立に際しての校舎の一部貸与、近隣の名古屋市立旭丘小学校との一時統合に伴う分校化などの過程を経て、1949年9月より現行の校名・校地にて現在に至っている。学区は古くは尾張藩藩士の武家屋敷が並んでいた地域、現在の国道19号にあたる下街道沿いの地域として栄えた地域であり、現在は一部幹線道路沿いを除いては概ね住宅地となっている。

## 沿革
記述にあたっては、東白壁小学校公式サイトの他、『東白壁 創立50周年記念号』・『創立70周年記念 学校要覧』・『校舎竣工記念 学校要覧』・『創立80周年記念 学校要覧』を参照した。

### 経緯
東白壁小学校は、1914年（大正3年）6月11日の名古屋市東白壁尋常小学校の開校をもってその始まりとしており、近隣の棣棠（やまぶき）・白壁・筒井・山口の4尋常小学校から計543名の児童が移っての開校であった。その後名古屋市の市域拡大に伴い1924年（大正13年）の高等科併設時には尋常科・高等科併せて計1089名と倍近い児童数となり、1937年（昭和12年）の大曽根高等小学校設立に伴う高等科分離時における連区が現学区に相当する地域となっている。太平洋戦争後の学制改革により1947年（昭和22年）4月より名古屋市立東白壁小学校となり、同時に新設された進学先新制中学校の名古屋市立冨士中学校に校舎を一部貸与（1950年3月まで）した。また近隣の名古屋市立八王子中学校（北区）にも同時期において同様に校舎を貸与していた。1948年（昭和23年）10月には名古屋市立旭丘小学校と統合し名古屋市立旭白壁小学校となり現校地は1・2年生のみが通学する分校となったが、1949年（昭和24年）9月より元の名古屋市立東白壁小学校に復している。1960年（昭和35年）には近藤一一作詞、田村範一作曲による校歌も制定されている。1974年（昭和49年）には組み立て式プールの運用開始、1980年（昭和55年）には校地外でのプール完成と水泳教育では運用面での困難があったが、昭和末期から継続して行われた一連の校舎改築工事において1991年（平成3年）に校舎屋上のプールが竣工したことにより運用面での困難は解消した。

### 年表
- 1914年 - 5月、東区白壁町4の10に校舎が落成。6月、名古屋市東白壁尋常小学校として開校する。
- 1924年 - 高等科の併設により名古屋市東白壁尋常高等小学校と改称。
- 1937年 - 大曽根高等小学校創立に伴い高等科を分離し、名古屋市東白壁尋常小学校に再び改称。
- 1940年 - 学校給食を開始する。
- 1941年 - 国民学校令により名古屋市東白壁国民学校に改称。
- 1944年 - 集団疎開開始。
- 1945年 - 3月、名古屋大空襲により講堂・校舎が大破。12月、児童全員が疎開地を引き上げ復校する。
- 1947年 - 学制改革により名古屋市立東白壁小学校と改称する。名古屋市立冨士中学校創立のため校舎の一部を冨士中学校に貸与する。
- 1948年 - 旭丘小学校と統合し名古屋市立旭白壁小学校と改称、同校の分校となる。
- 1949年 - 旭丘小学校と分離し再び名古屋市立東白壁小学校と改称する。
- 1959年 - 1956年から行われていた校舎改築工事第1期 - 第3期工事が完成する。
- 1960年 - 校歌制定。作詞：近藤一一、作曲：田村範一。
- 1963年 - 米国カリフォルニア州教育視察団が来校する。
- 1973年 - 体育館兼講堂が竣工。
- 1974年 - 組み立て式プール運用開始。
- 1978年 - FBC花壇コンクールで文部大臣賞を受賞。
- 1980年 - 学区内主税町4丁目にプール完成。
- 1989年 - 校舎の大規模改修工事が完工する。
- 1991年 - 校舎屋上プールが完成する。
- 2001年 - トワイライトスクールを開設。

## 教育方針
教育目標である「心身ともに調和のとれた　人間性豊かな児童を育成する。」にのっとり、
- 考える子（よく見よく聞きよく学ぼう、目標を持って実行しよう）
- なかよくする子（自分や友達のよさに気付こう、思いやりの心を持とう）
- たくましい子（進んで運動に励もう、健康な体をつくろう）

の育成を目指している。

## 児童数
東白壁小学校公式サイトの記載から抜粋。（2012年4月9日現在）
| 学年 | 1年 | 2年 | 3年 | 4年 | 5年 | 6年 | 合計 |
| ---- | --- | --- | --- | --- | --- | --- | ---- |
| 学級 | 2   | 2   | 2   | 2   | 1   | 1   | 10   |
| 児童 | 45  | 45  | 49  | 53  | 36  | 37  | 265  |

職員は校長以下教諭・学校事務職員・用務員等あわせて計24名となっている。

### 児童数の変遷
『愛知県小中学校誌』（1998年）によると、児童数の変遷は以下の通りである。
| 1947年（昭和22年） | 461人 |  |
| 1957年（昭和32年） | 707人 |  |
| 1967年（昭和42年） | 457人 |  |
| 1977年（昭和52年） | 559人 |  |
| 1987年（昭和62年） | 297人 |  |
| 1997年（平成9年）  | 302人 |  |

## 学校行事
東白壁小学校公式サイト記載の2012年度（平成24年度）年間行事予定から抜粋。
6月の「東白壁サマーフェスティバル」は、6年生を中心とした児童グループによるお店運営（父兄も参観）・鼓笛部による演奏披露などが行われるものである。
| - 1学期 - 4月 入学式・1学期始業式、学級懇談会、授業参観、遠足 - 5月 家庭訪問、修学旅行（6年生） - 6月 教育相談、東白壁サマーフェスティバル - 7月 授業参観、学級懇談会、1学期終業式、夏休み | - 2学期 - 9月 2学期始業式、防災訓練、学校開放、運動会 - 10月 中津川野外学習（5年生）、ふれあい会食会（6年生） - 11月 造詣展 - 12月 個人懇談会、2学期終業式、冬休み | - 3学期 - 1月 3学期始業式、学校開放 - 2月 授業参観、学級懇談会 - 3月 卒業式・学年修了式、春休み |

## 通学区域
- 名古屋市東区
  - 白壁五丁目、赤塚町の全部

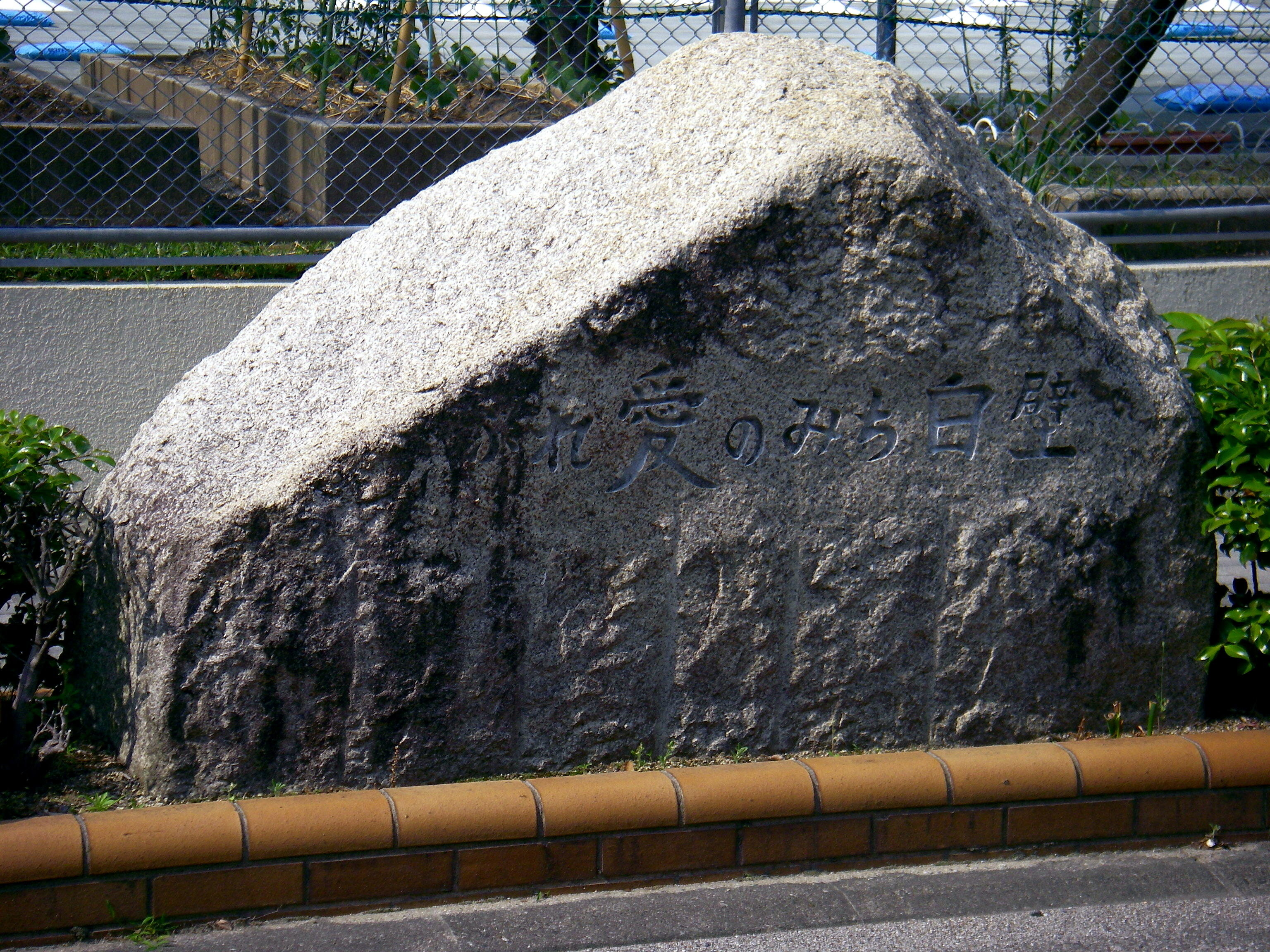
「ふれ愛のみち白壁」石碑
（東白壁小学校南側路上）

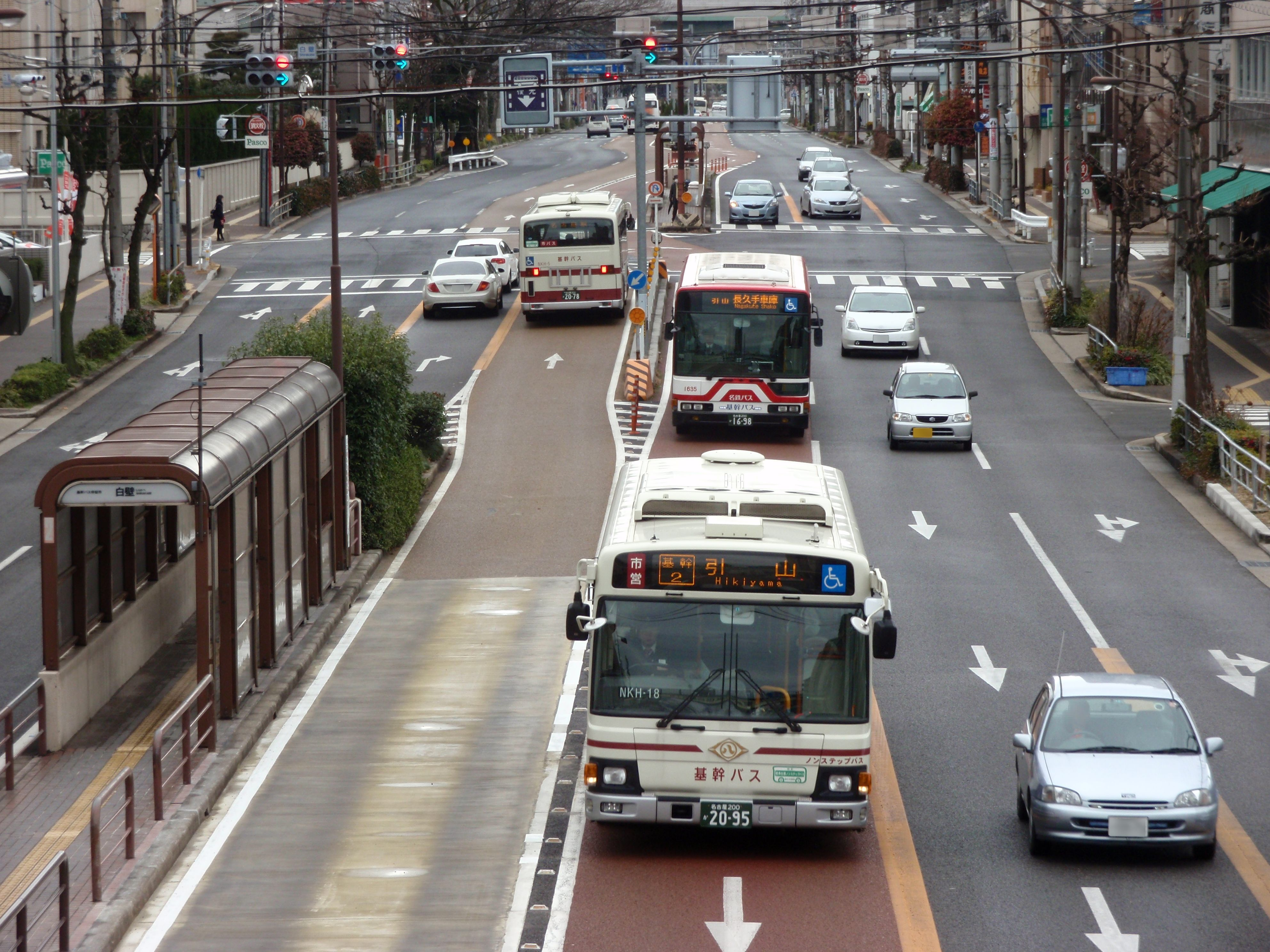
出来町通
基幹バス白壁停留所付近

  - 白壁三丁目・四丁目、泉一丁目・二丁目・三丁目、芳野一丁目・二丁目・三丁目、徳川一丁目、相生町、代官町、主税町の一部

当学区は大部分が住居表示実施地域であるが、一部に未実施地域がある。
2010年（平成22年）国勢調査によると、学区の面積は0.581km2、世帯数は2907世帯、人口は6117人である。2005年国勢調査時は世帯数2780世帯、人口5920人であり、それぞれ4.6%、3.3%の増加となっている。
学区は古くは白壁・主税町・代官町など尾張藩時代の武家屋敷があった地域、相生町など下街道（善光寺街道）沿いの町として栄えた地域である。明治末期から大正期にかけては瀬戸・多治見方面で生産される陶磁器の中継地としての側面もあり、その名残が学区内に所在する名古屋陶磁器会館に残されている。2012年9月現在においては、国道19号・出来町通等の幹線道路沿いを中心に事業所等も見られるものの、全体としてみればほぼ住宅地である。
※記述にあたっては、『名古屋の町（大字）・丁目別人口（平成22年国勢調査）』行政区別統計表を参照した。

### 隣接する公立小学校区
いずれも名古屋市立の小学校である。
- 山吹小学校（東区） - 当学区の西側、東白壁小学校、東桜小学校と3校で名古屋市立冨士中学校区を構成する。
- 葵小学校（東区） - 当学区の南側、国道19号上にてわずかに接する。
- 筒井小学校（東区） - 当学区の南東側。
- 旭丘小学校（東区） - 当学区の東側。
- 六郷小学校（北区） - 当学区の北東側。
- 杉村小学校（北区） - 当学区の北側。
- 大杉小学校（北区） - 当学区の北西側。

### 進学先中学校
名古屋市では公立学校選択制が導入されていないことから、東白壁小学校を卒業した児童の公立中学校進学先は名古屋市立冨士中学校となる（進学時に学区の変更を伴う転居などがない場合）。

### 学区内の主な施設
- 名古屋東郵便局（白壁五丁目）
- 愛知県立愛知商業高等学校（徳川一丁目）
- 名古屋市立工芸高等学校（芳野二丁目）

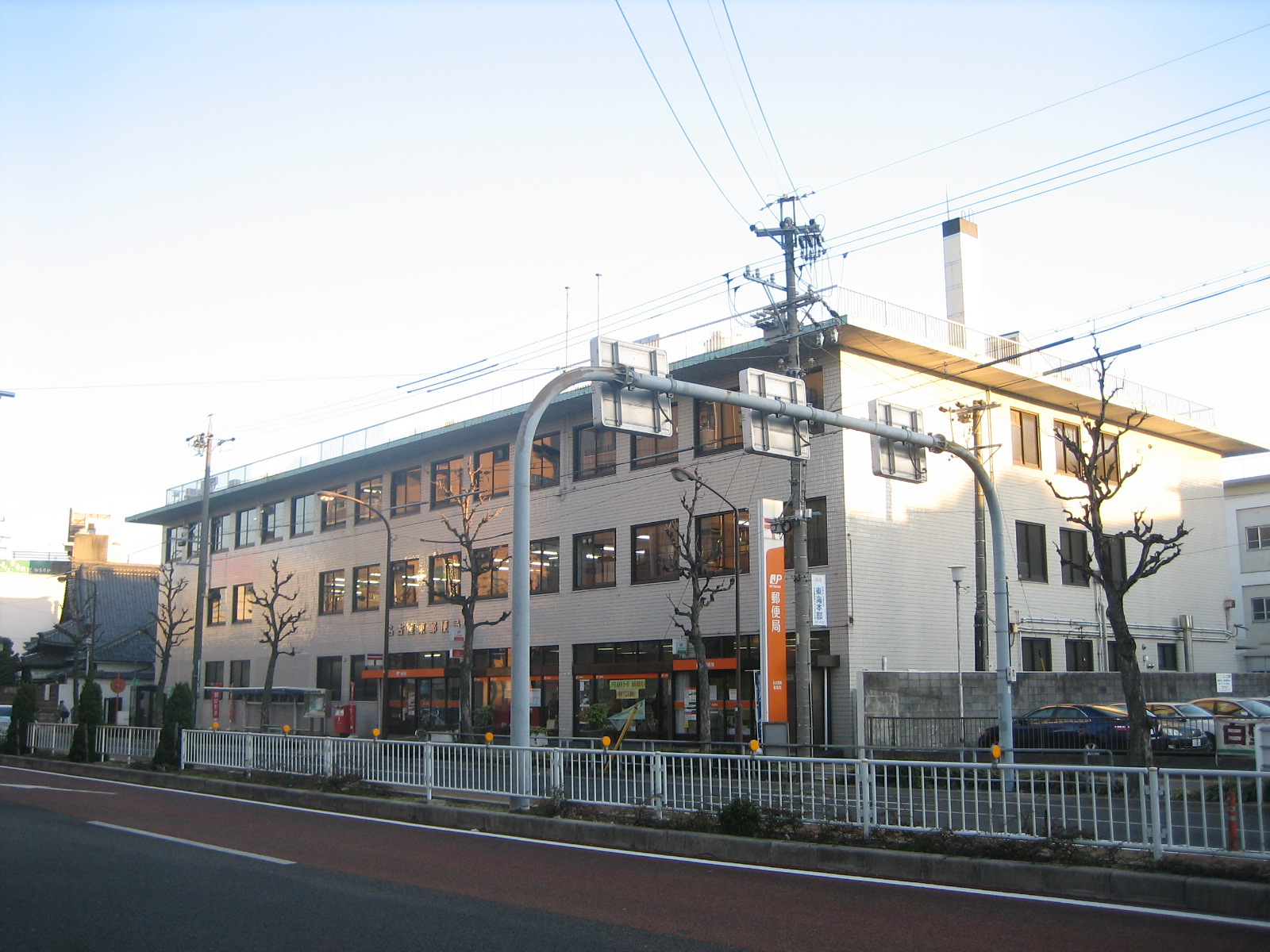
名古屋東郵便局

- 金城学院高等学校（白壁四丁目、同校校地の一部が学区内）
- 片山神社（芳野二丁目）
- 名古屋陶磁器会館（徳川一丁目）
- 敷島製パン本社・本社工場（白壁五丁目）

## 交通
- 名古屋市営バス白壁停留所より徒歩5分。
- 名鉄瀬戸線尼ヶ坂駅より徒歩10分。